# 内蒙古师范大学
内蒙古师范大学位于内蒙古呼和浩特，是新中国成立后在边疆少数民族地区最早建立的综合性师范大学，为自治区重点大学、中西部高校基础能力建设工程、卓越教师培养计划入选高校，是自治区培养基础教育、民族教育师资和蒙汉兼通少数民族复合型人才的重要基地。

## 历史
学校前身是内蒙古师范学院，1952年5月5日成立于当时的首府乌兰浩特。1953年8月，由张家口师专和绥远师专合并成的内蒙古师范专科学校并入。1982年，学校更名为“内蒙古师范大学”，并被确定为自治区重点大学。2000年7月，内蒙古教育学院并入。
2020年3月18日，经中华人民共和国教育部批准，内蒙古师范大学管理的独立学院内蒙古师范大学鸿德学院脱离该校管理，并转设为民办本科院校内蒙古鸿德文理学院。

## 校园与教学
截至2016年5月，学校有盛乐校区和赛罕校区两个校区，占地总面积3800余亩，校舍建筑面积80余万平方米，固定资产总值近20亿元，其中教学仪器设备总值3.8亿余元，馆藏图书230余万册；下设33个二级学院，4个合作办学学院，1个独立学院，开设79个本科专业；有教职工2053人，在校全日制本专科生24524人，各类研究生4168人，各类成人教育学生5756人，各类留学生264人。

## 二级学院
- 教育学院
- 蒙古学学院
- 民族学人类学学院
- 文学院
- 新闻传播学院
- 马克思主义学院
- 历史文化学院
- 经济管理学院
- 政府管理学院
- 旅游学院
- 外国语学院
- 数学科学学院
- 物理与电子信息学院
- 化学与环境科学学院
- 生命科学与技术学院
- 地理科学学院
- 计算机科学技术学院
- 心理学院
- 音乐学院
- 体育学院
- 美术学院
- 设计学院
- 国际交流学院
- 继续教育学院
- 科学技术史研究院
- 二连国际学院[2]